# Руснів
Ру́снів (стар. Росновъ, Росново
, народн. Ри́снов) — село в Україні, в Зимнівській сільській територіальній громаді Володимирського району Волинської області.

## Географія
Село розташоване на лівому березі річки Луга.

## Історія
Перша згадка у 12 травня 1538 році. У 1906 році село Микулицької волості Володимир-Волинського повіту Волинської губернії. Відстань від повітового міста 16 верст, від волості 16. Дворів 52, мешканців 434.
12 червня 2020 року, відповідно до розпорядження Кабінету Міністрів України № 708-р «Про визначення адміністративних центрів та затвердження територій територіальних громад Волинської області», увійшло до складу Зимнівської сільської територіальної громади.
19 липня 2020 року, в результаті адміністративно-територіальної реформи та ліквідації  Володимир-Волинського району(1940—2020), село увійшло до новоутвореного Володимир-Волинського району (від 18 липня 2022 Володимирського).

## Сьогодення
Населення становить 309 осіб. Кількість дворів (квартир) — 87. З них 7 нових (після 1991 р.).
В селі функціонує Свято Михайлівська церква ПЦУ. Кількість прихожан — 50 осіб. Працює початкова школа на 50 місць, клуб, фельдшерсько-акушерський пункт, АТС на 25 номерів, торговельний заклад.
В селі доступні такі телеканали: УТ-1, УТ-2, 1+1, Інтер, СТБ, Обласне телебачення. Радіомовлення здійснюють Радіо «Промінь», Радіо «Світязь», Радіо «Луцьк».
Село газифіковане. Дорога з твердим покриттям в незадовільному стані. Наявне постійне транспортне сполучення з районним та обласним центрами.
У серпні 2015 року село увійшло до складу новоствореної Зимнівської сільської громади.

## Населення
Згідно з переписом УРСР 1989 року чисельність наявного населення села становила 269 осіб, з яких 124 чоловіки та 145 жінок.
За переписом населення України 2001 року в селі мешкали 303 особи.

### Мова
Розподіл населення за рідною мовою за даними перепису 2001 року:
| Мова       | Відсоток |
| ---------- | -------- |
| українська | 99,03 %  |
| російська  | 0,65 %   |
| білоруська | 0,32 %   |